# کلود اونستا
کلود اونستا (انگلیسی: Claude Onesta؛ زادهٔ ۶ فوریهٔ ۱۹۵۷) بازیکن سابق و مربی هندبال اهل فرانسه است.
وی همچنین برندهٔ جوایزی همچون لژیون دونور (شوالیه) شده‌است.